# Diocesi di Lincoln (Stati Uniti d'America)
La diocesi di Lincoln (in latino: Dioecesis Lincolnensis) è una sede della Chiesa cattolica negli Stati Uniti d'America suffraganea dell'arcidiocesi di Omaha. Nel 2021 contava 94.698 battezzati su 621.418 abitanti. È retta dal vescovo James Douglas Conley.

## Territorio
La diocesi comprende la parte dello stato americano del Nebraska a sud del fiume Platte.
Sede vescovile è la città di Lincoln, dove si trova la cattedrale di Cristo Risorto (Cathedral of the Risen Christ).
Il territorio si estende su 61.756 km² ed è suddiviso in 134 parrocchie.

## Storia
La diocesi è stata eretta il 2 agosto 1887 con il breve Quae catholico nomini di papa Leone XIII, ricavandone il territorio dalla diocesi di Omaha (oggi arcidiocesi).
Originariamente suffraganea di Dubuque, il 4 agosto 1945 è entrata a far parte della provincia ecclesiastica di Omaha.
La diocesi di Lincoln è l'unica diocesi statunitense che ha scelto di riservare ai maschi il compito di ministrante, allo scopo di incoraggiare le vocazioni sacerdotali, che nella diocesi sono piuttosto numerose.

## Cronotassi dei vescovi
Si omettono i periodi di sede vacante non superiori ai 2 anni o non storicamente accertati.
- Thomas Bonacum † (9 agosto 1887 - 4 febbraio 1911 deceduto)
- John Henry Tihen † (12 maggio 1911 - 21 settembre 1917 nominato vescovo di Denver)
- Charles Joseph O'Reilly † (20 marzo 1918 - 4 febbraio 1923 deceduto)
- Francis Joseph Beckman † (23 dicembre 1923 - 17 gennaio 1930 nominato arcivescovo di Dubuque)
- Louis Benedict Kucera † (30 giugno 1930 - 9 maggio 1957 deceduto)
- James Vincent Casey † (14 giugno 1957 - 18 febbraio 1967 nominato arcivescovo di Denver)
- Glennon Patrick Flavin † (29 maggio 1967 - 24 marzo 1992 ritirato)
- Fabian Wendelin Bruskewitz (24 marzo 1992 - 14 settembre 2012 ritirato)
- James Douglas Conley, dal 14 settembre 2012[2]

## Statistiche
La diocesi nel 2021 su una popolazione di 621.418 persone contava 94.698 battezzati, corrispondenti al 15,2% del totale.
| anno | popolazione | popolazione | popolazione | presbiteri | presbiteri | presbiteri | presbiteri                | diaconi | religiosi | religiosi | parrocchie |
| anno | battezzati  | totale      | %           | numero     | secolari   | regolari   | battezzati per presbitero | diaconi | uomini    | donne     | parrocchie |
| ---- | ----------- | ----------- | ----------- | ---------- | ---------- | ---------- | ------------------------- | ------- | --------- | --------- | ---------- |
| 1950 | 39.695      | 556.687     | 7,1         | 177        | 156        | 21         | 224                       |         | 35        | 222       | 141        |
| 1966 | 57.459      | 525.459     | 10,9        | 174        | 150        | 24         | 330                       |         | 45        | 287       | 139        |
| 1970 | 58.615      | 516.800     | 11,3        | 156        | 135        | 21         | 375                       |         | 34        | 240       | 137        |
| 1976 | 62.453      | 507.133     | 12,3        | 132        | 112        | 20         | 473                       |         | 29        | 198       | 133        |
| 1980 | 66.517      | 511.400     | 13,0        | 132        | 109        | 23         | 503                       |         | 44        | 170       | 133        |
| 1990 | 78.599      | 521.510     | 15,1        | 136        | 123        | 13         | 577                       |         | 27        | 176       | 133        |
| 1999 | 88.056      | 516.662     | 17,0        | 155        | 143        | 12         | 568                       | 2       | 9         | 125       | 134        |
| 2000 | 88.056      | 516.662     | 17,0        | 146        | 135        | 11         | 603                       | 2       | 19        | 135       | 136        |
| 2001 | 89.225      | 538.527     | 16,6        | 144        | 134        | 10         | 619                       | 2       | 70        | 140       | 134        |
| 2002 | 89.331      | 539.348     | 16,6        | 145        | 136        | 9          | 616                       | 2       | 65        | 131       | 134        |
| 2003 | 89.412      | 539.348     | 16,6        | 145        | 137        | 8          | 616                       | 2       | 71        | 128       | 136        |
| 2004 | 89.431      | 539.402     | 16,6        | 148        | 139        | 9          | 604                       | 2       | 65        | 134       | 136        |
| 2010 | 95.445      | 580.275     | 16,4        | 151        | 141        | 10         | 632                       | 3       | 85        | 137       | 133        |
| 2013 | 97.552      | 594.977     | 16,4        | 151        | 141        | 10         | 646                       | 2       | 86        | 148       | 134        |
| 2016 | 97.597      | 606.212     | 16,1        | 163        | 152        | 11         | 598                       | 2       | 96        | 138       | 134        |
| 2019 | 97.090      | 617.658     | 15,7        | 167        | 157        | 10         | 581                       | 1       | 89        | 136       | 134        |
| 2021 | 94.698      | 621.418     | 15,2        | 171        | 161        | 10         | 553                       | 1       | 94        | 143       | 134        |